# 666 (число)
666 (шестьсот шестьдесят шесть) — натуральное число, расположенное между числами 665 и 667.
666 — число-палиндром. В христианстве известно как Число зверя или Число Дьявола.

## Арифметические свойства
- 2/3 от круглого числа 1000 равны 666,(6), а при округлении «вниз» — 666.
- 666 — число-палиндром и репдигит.
- 666 — число Смита, то есть сумма его цифр равна сумме цифр его простых сомножителей:

2 + 3 + 3 + (3 + 7) = 6 + 6 + 6 = 18.
- 666 является суммой двух квадратов:

152 + 212 = 666
- 666 является числом Харшад (делится нацело на сумму своих цифр):

666 / (6 + 6 + 6) = 666 / 18 = 37.
- 666 является суммой квадратов первых семи простых чисел[1]:

22 + 32 + 52 + 72 + 112 + 132 + 172 = 666.
- 666 является суммой суммы кубов первых шести натуральных чисел и суммы кубов первых пяти натуральных чисел[2]:

13 + 23 + 33 + 43 + 53 + 63 + 53 + 43 + 33 + 23 + 13 = 666.
- 666 равно сумме с чередующимися знаками шестых степеней первых трёх натуральных чисел:

16 — 26 + 36 = 666.
- 666 равно сумме своих цифр и кубов своих цифр:

6 + 6 + 6 + 63 + 63 + 63 = 666.
- 666 можно представить как сумму чисел, составленных из цифр от 1 до 9, двумя способами в возрастающем порядке цифр[3] и одним в убывающем:

1 + 2 + 3 + 4 + 567 + 89 = 666,
123 + 456 + 78 + 9 = 666,
9 + 87 + 6 + 543 + 21 = 666.
- Сумма всех целых от 1 до 36 включительно — 666. Это означает, что 666 — это 36-е треугольное число. Так как на игровой рулетке 37 секторов с последовательными числами, одно из которых 0, то сумма всех чисел на колесе рулетки равна 666.
- Куб 666 равняется сумме кубов 3 предыдущих репдигитов:

3333 + 4443 + 5553 = 6663.
- Если записать все римские цифры, кроме М, в порядке убывания, полученное число равно 666:

DCLXVI = 500 + 100 + 50 + 10 + 5 + 1 = 666.
- Двоичное представление числа 666 инверсно-симметрично, то есть 1010011010 = Not (0101100101).
- Синус угла 666°, умноженный на −2, равен золотому сечению:

−2sin666° = 2sin54° = 2cos36° = φ = (1 + √5)/2 = 1,618…
- Среднее гармоническое цифр числа 666 — целое число: {\displaystyle {\frac {3}{{\frac {1}{6}}+{\frac {1}{6}}+{\frac {1}{6}}}}=6}. 666 является 54-м по счёту числом с таким свойством.
- Разница между шестыми степенями тройки и двойки есть октавный период 665 = 729 — 64, согласно пифагорейской музыкальной системе, что отвечает интервалу времени.
- Десятичная запись числа 2666 содержит в себе число 666[4]:

2666 = 306 180 206 916 083 (…30 цифр…) 413 866 622 577 088 (…126 цифр…) 587 187 265 470 464.

## Христианство

### Число зверя
Число зверя — особое число, упоминаемое в Откровении, под которым предположительно скрыто имя апокалиптического зверя; нумерологическое воплощение Сатаны. Число Зверя равно 666 (хотя в некоторых манускриптах указано число 616). Число 666 — элемент сатанистской атрибутики, наряду с перевёрнутым крестом и перевёрнутой пентаграммой (пятиконечной звездой в круге).
Vicarius Filii Dei (с лат. — «Наместник Сына Божьего») — формулировка, которая стала предметом обсуждений в ряде протестантских групп, связывающих её с числом 666, упомянутым в книге Откровения как Число зверя. Это сопоставление используется как аргумент против Папы Римского. Некоторые протестанты считают, что «Vicarius Filii Dei» был официальным титулом Папы Римского, а также утверждают, что эти слова были изображены на тиаре или митре Римских Пап. Однако католики подчеркивают, что «Vicarius Filii Dei» никогда не использовался как официальный титул Папы Римского.
Число 666 считается числом Дьявола, потому что число 777- это символ гармонии и чистоты, а число 666 его противоположность.

### Другие упоминания в Библии
- 666 — количество золотых талантов, что царь Соломон собрал за один год (3Цар. 10:14, 2Пар. 9:13).
- 666 — число потомков Адоникама, вернувшихся из Вавилона в Иерусалим (иудеев из изгнания). (Книга Ездры 2:13).

## Азиатская культура
- В Китае и других азиатских странах, в отличие от европейских, "6" является «счастливым числом». По этой причине 6 июня 2006 года (6.6.06) в Сингапуре было заключено в три раза больше браков, чем обычно[5].

## Церковнославянская изопсефия
- хѯ҃ѕ — а҆лиѳи́с влаверо́с (др.-греч. ἀληθής βλαβερός — истинно вредящий; см. Книга об антихристе. Митр. Рязанский Стефан Яворский)